# Sphingonotus azurescens
Sphingonotus azurescens är en insektsart som först beskrevs av Jules Pièrre Rambur 1838.  Sphingonotus azurescens ingår i släktet Sphingonotus och familjen gräshoppor. Inga underarter finns listade i Catalogue of Life.